# 다보스호
다보스 호(독일어: Davosersee, 영어: Lake Davos)는 스위스 다보스 시의 호수이다. 면적은 0.59km2이며 가장 깊은 곳의 수심은 54m이다. 다보스 호의 물의 유입 원천은 플뤼에라바흐 천·토탈프바흐 천과 기타 개울들이다. 다보스 호는 현재 수력 발전용 저수지로 사용되고 있기 때문에 지금은 더 이상 랜드바저 강으로 흘러 들어가지 않고 대신에 클로스터스 시의 란드콰르트 강으로 수로가 나있다.

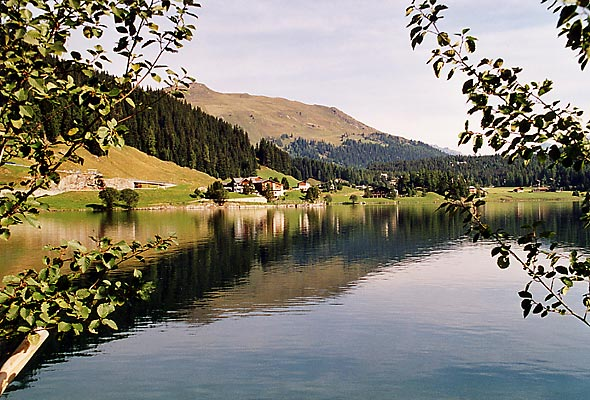
다보스 호